# Мовиле
Пещера Мовиле (рум. Peștera Movile) — пещера с изолированной экосистемой, расположенная в уезде (жудец) Констанца, Румыния, в нескольких километрах от побережья Черного моря. Пещера образовалась около 5 миллионов лет назад и длительное время была полностью изолирована от внешнего мира. В 1986 году она была случайно обнаружена в ходе изыскательских работ по поиску площадки для строительства электростанции.
Благодаря длительной изоляции в пещере сформировалась уникальная замкнутая экосистема.

## Микроклимат
Атмосфера в пещере сильно отличается от внешней атмосферы. Доля кислорода здесь составляет около 7-10 %, очень высока концентрация углекислого газа — 2-3,5 %, также содержится 1-2 % метана. В воздухе и в воде пещеры зарегистрирована высокая концентрация сероводорода и аммиака.

## Экосистема
Экосистема пещеры Мовиле уникальна. Среди обитающих в ней 48 различных видов животных обнаружены и описаны 33 новых для науки вида, все они являются эндемичными: ранее неизвестные виды пиявок, многоножек, пауков, водяных скорпионов и другие.
В отсутствие солнечного света источником энергии для биома пещеры стали химические соединения, пищевая цепь начинается с хемотрофов.
Уникальность и биологическое значение пещеры Мовиле для научного мира обусловлены её беспрецедентно длительной изоляцией от внешней среды. Чтобы сберечь сформировавшуюся за примерно полмиллиона лет неповторимую экосистему, учёные и местные власти приняли ряд мер. Так, проход в пещеру герметизирован, а к проведению научных исследований допускаются лишь небольшие (не более 3 человек) группы научных сотрудников в специальных защитных костюмах..